# 切穆日夫卡
49°42′25″N 36°19′21″E / 49.70694°N 36.32250°E
切穆日夫卡（烏克蘭語：Чемужівка）是位於烏克蘭東部的村莊，由哈爾科夫州丘胡伊夫区的茲米伊夫市鎮負責管轄。該村始建於1864年，面積2.11平方公里，海拔高度92米，2001年人口2,028，人口密度每平方公里961.1人。